# Olympische Sommerspiele 1964/Teilnehmer (Bulgarien)
| Gelbes Symbol für Goldmedaillen mit stilisierten Olympischen Ringen | Graues Symbol für Silbermedaillen mit stilisierten Olympischen Ringen | Braundes Symbol für Bronzemedaillen mit stilisierten Olympischen Ringen |
| ------------------------------------------------------------------- | --------------------------------------------------------------------- | ----------------------------------------------------------------------- |
| 3                                                                   | 5                                                                     | 2                                                                       |

Bulgarien nahm an den Olympischen Sommerspielen 1964 in Tokio mit einer Delegation von 63 Athleten (56 Männer und 7 Frauen) an 56 Wettkämpfen in neun Sportarten teil.
Die bulgarischen Sportler gewannen drei Gold-, fünf Silber- und zwei Bronzemedaillen. Olympiasieger wurden die Ringer Enjo Waltschew im Freistil-Leichtgewicht und Prodan Gardschew im Freistil-Mittelgewicht sowie Bojan Radew im Halbschwergewicht des griechisch-römischen Stils. Enjo Waltschew war zudem Fahnenträger bei der Eröffnungsfeier.

## Teilnehmer nach Sportarten

### Boxen
- Stefan Panajotow
Fliegengewicht: in der 1. Runde ausgeschieden

- Michail Mizew
Bantamgewicht: in der 1. Runde ausgeschieden

- Stojan Pilitschew
Leichtgewicht: im Viertelfinale ausgeschieden

- Petar Daraktschiew
Halbweltergewicht: in der 1. Runde ausgeschieden

- Alexandar Nikolow
Halbschwergewicht: Bronze

- Kiril Pandow
Schwergewicht: im Achtelfinale ausgeschieden

### Gewichtheben
- Bogomil Petrow
Leichtgewicht: 15. Platz

- Welitschko Konarow
Mittelgewicht: 8. Platz

- Stantscho Pentschew
Halbschwergewicht: 11. Platz

- Petar Tatschew
Mittelschwergewicht: 8. Platz

- Iwan Wesselinow
Schwergewicht: 7. Platz

### Kanu
Männer
- Bogdan Iwanow
Einer-Canadier 1000 m: 6. Platz

Frauen
- Nikolina Russewa
Einer-Kajak 500 m: im Halbfinale ausgeschieden

### Leichtathletik
Männer
- Ewgeni Jordanow
Hochsprung: 12. Platz

- Dimitar Chlebarow
Stabhochsprung: ohne gültigen Versuch

- Rajtscho Zonew
Weitsprung: 17. Platz

- Georgi Stojkowski
Dreisprung: 7. Platz

- Ljuben Gurguschinow
Dreisprung: 27. Platz

Frauen
- Sneschana Kerkowa
80 m Hürden: im Halbfinale ausgeschieden

- Diana Jorgowa
Weitsprung: 6. Platz

- Iwanka Christowa
Kugelstoßen: 10. Platz

- Wirschinija Michajlowa
Diskuswurf: 4. Platz

### Radsport
- Stefan Kirew
Bahn 1000 m Zeitfahren: 15. Platz

### Ringen
- Angel Keresow
Fliegengewicht, griechisch-römisch: Silber

- Zwjatko Paschkulew
Bantamgewicht, griechisch-römisch: 5. Platz

- Dinko Petrow
Federgewicht, griechisch-römisch: in der 3. Runde ausgeschieden

- Iwan Iwanow
Leichtgewicht, griechisch-römisch: in der 4. Runde ausgeschieden

- Kiril Petkow
Weltergewicht, griechisch-römisch: Silber

- Krali Bimbalow
Mittelgewicht, griechisch-römisch: 6. Platz

- Bojan Radew
Halbschwergewicht, griechisch-römisch: Gold

- Radoslaw Kassabow
Schwergewicht, griechisch-römisch: in der 3. Runde ausgeschieden

- Stojko Malow
Fliegengewicht, Freistil: in der 3. Runde ausgeschieden

- Mladen Georgiew
Bantamgewicht, Freistil: in der 3. Runde ausgeschieden

- Stantscho Kolew
Federgewicht, Freistil: Silber

- Enjo Waltschew
Leichtgewicht, Freistil: Gold

- Petko Dermendschijew
Weltergewicht, Freistil: 4. Platz

- Prodan Gardschew
Mittelgewicht, Freistil: Gold

- Said Mustafow
Halbschwergewicht, Freistil: Bronze

- Ljutwi Dschiber Achmedow
Schwergewicht, Freistil: Silber

### Schießen
- Dentscho Denew
Schnellfeuerpistole 25 m: 18. Platz
Freie Pistole 50 m: 15. Platz

- Todor Koslowski
Freie Pistole 50 m: 23. Platz

- Welitschko Welitschkow
Kleinkalibergewehr Dreistellungskampf 50 m: Silber 
Kleinkalibergewehr liegend 50 m: 10. Platz

- Marzel Koen
Kleinkalibergewehr Dreistellungskampf 50 m: 23. Platz
Kleinkalibergewehr liegend 50 m: 25. Platz

### Turnen
Männer
- Nikola Prodanow
Einzelmehrkampf: 23. Platz
Boden: 35. Platz
Pferdsprung: 9. Platz
Barren: 55. Platz
Reck: 14. Platz
Ringe: 38. Platz
Seitpferd: 40. Platz
Mannschaftsmehrkampf: 10. Platz

- Welik Kapsasow
Einzelmehrkampf: 37. Platz
Boden: 84. Platz
Pferdsprung: 48. Platz
Barren: 83. Platz
Reck: 18. Platz
Ringe: 8. Platz
Seitpferd: 60. Platz
Mannschaftsmehrkampf: 10. Platz

- Georgi Adamow
Einzelmehrkampf: 41. Platz
Boden: 46. Platz
Pferdsprung: 36. Platz
Barren: 60. Platz
Reck: 31. Platz
Ringe: 60. Platz
Seitpferd: 60. Platz
Mannschaftsmehrkampf: 10. Platz

- Todor Kondew
Einzelmehrkampf: 55. Platz
Boden: 26. Platz
Pferdsprung: 90. Platz
Barren: 66. Platz
Reck: 55. Platz
Ringe: 65. Platz
Seitpferd: 60. Platz
Mannschaftsmehrkampf: 10. Platz

- Todor Batschwarow
Einzelmehrkampf: 62. Platz
Boden: 76. Platz
Pferdsprung: 69. Platz
Barren: 45. Platz
Reck: 59. Platz
Ringe: 71. Platz
Seitpferd: 60. Platz
Mannschaftsmehrkampf: 10. Platz

- Ljuben Christow
Einzelmehrkampf: 79. Platz
Boden: 98. Platz
Pferdsprung: 54. Platz
Barren: 112. Platz
Reck: 29. Platz
Ringe: 74. Platz
Seitpferd: 28. Platz
Mannschaftsmehrkampf: 10. Platz

Frauen
- Rajna Grigorowa
Einzelmehrkampf: 46. Platz
Boden: 53. Platz
Pferdsprung: 51. Platz
Stufenbarren: 42. Platz
Schwebebalken: 47. Platz

- Lilijana Alexandrowa
Einzelmehrkampf: 57. Platz
Boden: 58. Platz
Pferdsprung: 51. Platz
Stufenbarren: 61. Platz
Schwebebalken: 49. Platz

### Volleyball
Männer
- 5. Platz
Angel Koritarow
Boris Gjuderow
Dimitar Karow
Georgi Bojadschiew
Georgi Konstantinow
Iwan Kotschew
Kiril Iwanow
Latschesar Stojanow
Petar Kratschmarow
Petko Pantaleew
Simeon Srandew
Slawtscho Slawow